# 高橋紗妃
高橋 紗妃（たかはし さき、1995年7月30日 - ）は、日本の女優。埼玉県出身。日本芸術高等学園卒業。

## 人物・略歴
小学生の時にドラマ『女王の教室』を見たことがきっかけで女優を志す。
中学卒業後、芸術系の高等専修学校に進学する。
2013年、『スパルタンMX』に参加。後に番組派生ユニットキャンディボイス(現RY's）のメンバーに選ばれる。
2015年、個人の仕事に専念するためRY`sを卒業。
2016年3月、グッデイを退所。同年末よりフラッシュアップに所属する。
2018年9月、フラッシュアップを退所。同年11月より有限会社オンリーユーに所属している。

## 出演

### 舞台
- ノブナガ・ザ・フール - ゴウ 役[10]
  - 第1回公演「act.1～乱の胎動～」（2013年12月8日）[11]
  - 第2回公演「act.2～乱の恋人～」（2014年4月6日）[12]
  - 第3回公演「act.3～最後の晩餐～」（2014年7月20日）
- ハマトラ  THE STAGE -CROSSING TIME-（2014年8月） - はじめ 役[13]
- ライブ・スペクタクル「NARUTO -ナルト-」（2015年3月 - 6月） - 日向ヒナタ 役[14]
- 劇団リウジは悪くない「嫁のまにまに」（2015年7月）
- 舞台版てーきゅう～先輩とめぐりあう時間たち～（2015年7月） - 新庄かなえ 役[15]
- 演劇企画ユニット劇団山本屋「3号」『0<ゼロ>地点「つぎはぎだらけのヒ―ローズ」』（2015年12月） - 音無 役
- TOP　BANANA「ラブストーリーはいらない」（2016年2月）
- 朗読劇　御伽の赤ずきん（2016年5月）
- ライブ・スペクタクル「NARUTO -ナルト-」 再演 （2016年7月 - 8月） - 日向ヒナタ 役[16]
- Novel war ～悲劇と喜劇のJunction～（2016年9月）[17]
- 舞台版地獄少女（2016年11月） - きくり 役[18]
- 演劇企画ユニット劇団山本屋 Fast Theater No.0 『～Good bye 2016～ The end of the year short stories』（2016年12月）
- 月喰マスカレイド prism waltz（2016年12月）- 真夢 役
- 2.5 Escape Stage 「甲鉄城のカバネリ」（2017年1月） - 無名 役[19]
- 薄桜鬼SSL 〜sweet school life〜THE STAGE ROUTE 斎藤一（2017年4月） - 雪村千鶴 役[20]
- テイルズ オブ ザ ステージ -最後の預言（ラストスコア）-（2017年6月2日・8月 - 9月） - イオン 役
- Otona Project第十一弾 演劇ユニット【爆走おとな小学生】 第三回特別授業『ヲトメ噺～女学生見聞録鍵奇譚～』（2017年12月）- 主演・あかね 役 (酒井萌衣とW主演）
- 時空警察SIG-RAIDER（2018年1月 - 2月） - クオン・キーツ 役[21][22]
- テイルズ オブ ザ ステージ -ローレライの力を継ぐ者- - イオン / シンク 役
  - LIVE&THEATER at 横浜アリーナ（2018年6月15日）[23]
  - EMOTIONAL ACT（2018年8月 - 9月）[24]
- BRAVE10～燭～（2018年7月） - 千華 役[25]
- 七色いんこ（2018年10月） - 朝霞モモ子 役[26]
- カーテンコール（2019年3月） - 七海 役
- 舞台ヤマノススメ（2019年5月） - 主演・雪村あおい 役
- 舞台かくりよの宿飯 折尾屋編（2019年7月） - 黄金童子 役[27]
- Otona Project第二十六弾 演劇ユニット【爆走おとな小学生】 第十一回全校集会『舞台版「魔法少女（？）マジカルジャシリカ-マジカル零-ZERO-」』(2019年9月)　- マジカルティーチャー 役
- 舞台「DARKNESS HEELS～THE LIVE～ SHINKA」（2019年12月） - シュシュ 役[28]
- 剣舞アリス「百花繚乱 Break a leg! 」（2020年3月） - 主演・えりか 役（白石まゆみとＷ主演）
- 舞台『SSSS.GRIDMAN』（2020年5月7日 - 10日、東京：こくみん共済 coop （全労済）ホール / スペース・ゼロ / 大阪：2020年5月15日 - 17日、COOL JAPAN PARK OSAKA TTホール）[29] 中止・公開延期
- 人狼系推理バトル『レジスタンスイレブン～未知なる敵からの卒業～』ガールズ版（2021年3月）
- 家庭教師ヒットマンREBORN! the STAGE -episode of FUTURE-  - ユニ 役
  - 前編（2021年7月16日 - 22日、天王洲 銀河劇場 / 8月6日 - 8日、サンケイホールブリーゼ）※映像出演[30]
  - 後編（2021年7月28日 - 8月1日、天王洲 銀河劇場）[31]
- 舞台「レイザーマーガレット～エピソード0～」（2022年4月27日 - 5月1日、シアターグリーン BIG TREE THEATER） - 乙河美波瑠 役[32]
- Wteen ～罵詈雑言の剣ヶ峰！背水JKに与えられた指令は問答無用のサプライズ～（2022年8月25日 - 28日、CBGKシブゲキ!!）[33]
- 舞台『宇宙戦艦ティラミス』 - ジネッタ・メトゥス・ウォークレット 役
  - 舞台『宇宙戦艦ティラミス～銀河列車で遊郭行きてぇなぁ編～』（2022年10月7日 - 16日、こくみん共済 coop ホール／スペース・ゼロ）[34]
  - 舞台『宇宙戦艦ティラミス』完結編〜ファイナルラストはエンドの終わり〜（2023年9月2日・3日、瑞穂市サンシャインホール / 9月7日 - 17日、IMAホール）[35]
- 遠く吠えて花火をあげる（2023年2月1日 - 12日、王子小劇場） - ソメ 役[36]
- feather stage「テンリロ☆インディアン」（2023年4月26日 - 30日、池袋・シアターKASSAI） - 今野七海 役
- feather stage「通勤急行大爆破～Mind the GAP～」（2023年5月24日 - 28日、池袋・シアターKASSAI） - 渥美清子 役
- かえってきた南無阿弥ティアラ～魑魅魍魎の女学園における栄光とおだぶつの狭間で足掻く姫とホトケの奇想曲～（2023年6月29日 - 7月2日、築地本願寺ブディストホール）[37]
- SUPERNOVA「泡沫の空に光を飛ばした」（2024年2月7日 - 18日、王子小劇場） - 半沢千賀子 役[38]
- SUPERNOVA「遠く吠えて花火をあげる」（2024年5月22日 - 6月2日、王子小劇場） - ソメ 役[39]

### 映画
- 暗殺教室（2015年3月21日、東宝） - 岡野ひなた 役
  - 暗殺教室～卒業編～（2016年3月25日、東宝）

### テレビ番組
- スパルタンMX（2013年 - 2014年、TOKYO MX）
- 全力坂（2013年10月31日、テレビ朝日）

### オリジナルビデオ
- いけない！ルナ先生 ～お勉強大作戦!! 格差社会をぶっつぶせ!!（2014年3月5日、SPOエンタテインメント） - 西園寺シズミ 役

### CM
- テレ玉モバイル（2016年）
- 江崎グリコ ジャイアントコーン webCM（2017年）

### テレビアニメ
- ノブナガ・ザ・フール（ゴウ）

### 吹き替え
- ピッチ・パーフェクト（ジェシカ）

### 配信
- YouTube背神ドラマ『ネット怪談×百物語』（2020年） - いちごロール 役
- ガールズ版「Zoom de レジスタンスイレブン～見えない敵を封鎖せよ～」（2020年）
- webドラマ「Recycle-リサイクル-」（2020年） - 杏奈 役